# Col de Saales
Le col de Saales est un col du massif des Vosges situé à 558 m. Il est emprunté par la D 1420 qui relie Saint-Dié, commune du département des Vosges, à Schirmeck dans le Bas-Rhin. Une petite route part du col pour rejoindre Ban-de-Sapt par le col du Las.

## Histoire

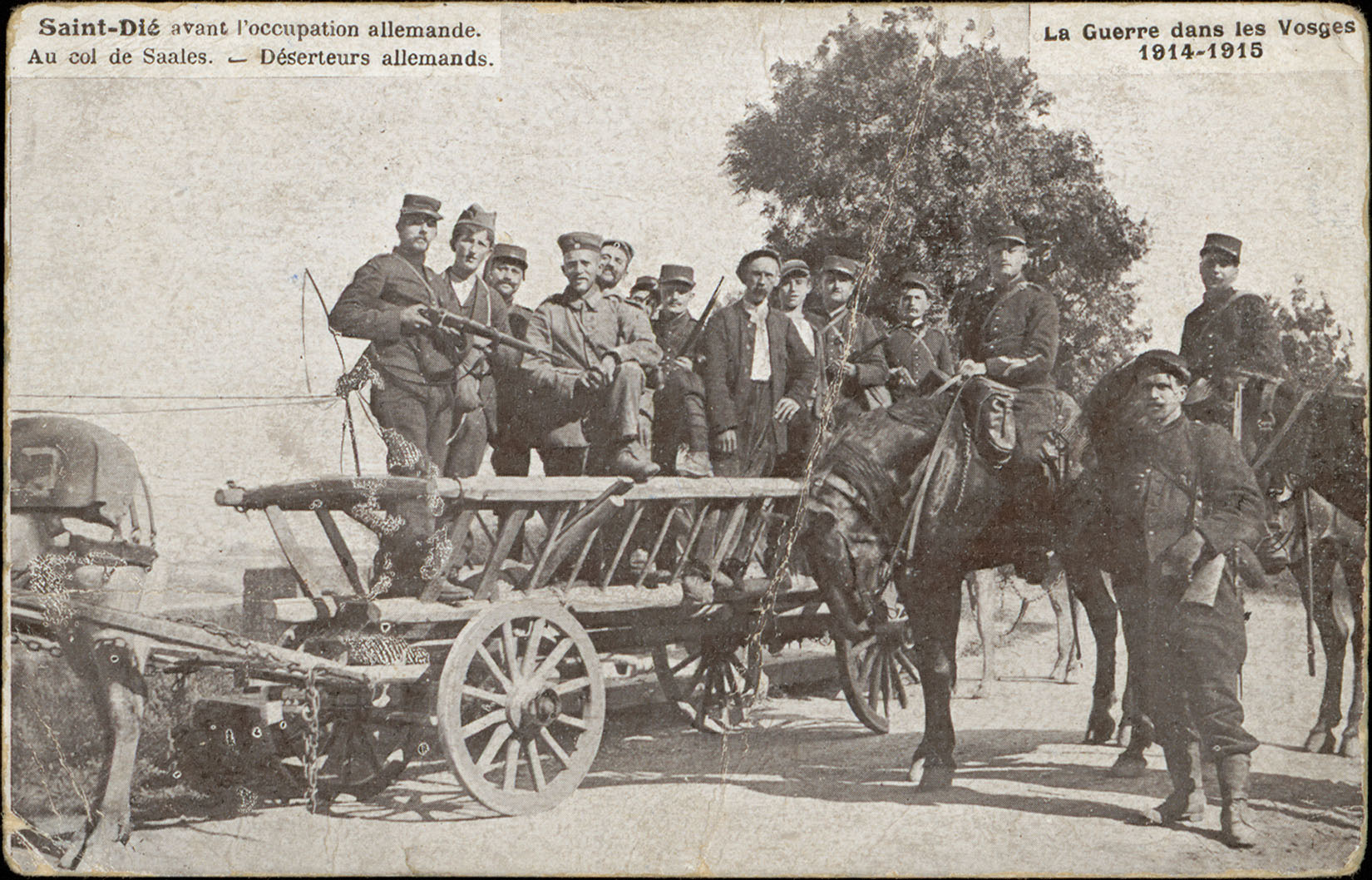
Déserteurs allemands pendant la Première Guerre mondiale, avant l'occupation allemande.

Au terme de l'application du traité de Francfort en 1871, le col de Saales devient un poste frontière entre la France et l'Allemagne. Il le reste jusqu'à la reprise de la ville par les troupes françaises dès le début de la Grande Guerre.